# Beatnationレーベル
beatnation（ビートネイション）は、かつて存在したコナミデジタルエンタテインメントの社内レーベル。「beatmania IIDX」を中心とした「BEMANIシリーズ」の楽曲を製作しているコンポーザーであるdj TAKAが中心となって2006年に立ち上げたレーベルである。
2015年3月に行われたコナミの組織再編によりレーベルが消滅した。

## かつて所属していたアーティスト（コンポーザー）
- dj TAKA
- DJ Yoshitaka
- L.E.D.
- Tatsh
- Sota Fujimori
- Ryu☆ - EXIT TUNESにも所属。
- kors k
- 猫叉Master - 2014/2/15開催のJAEPO2014にて新加入が発表された。

### beatnation RHYZE
2014年より始動したレーベル。
- DJ TOTTO - DJ YOSHITAKAが推薦。
- Hommarju - kors kが推薦。
- P*Light - Ryu☆が推薦。八王子P名義として楽曲提供を行うことがある。
- OSTER project - dj TAKAが推薦。
- かめりあ - Sota Fujimoriが推薦。大箭マサヤ名義として楽曲提供を行うことがある。beatnation RHYZEのメンバーの中では最年少である
- RoughSketch - L.E.D.が推薦。uno(IOSYS)名義として楽曲提供を行うことがある。
- PHQUASE - 猫叉Masterが推薦。

## CD
- beatnation RHYZE vs HARDCORE TANO*C[1]
  - 2014年8月27日に発売。
  - REDALiCE主宰のレーベルHARDCORE TANO*Cとのコンピレーションアルバム

## ディスコグラフィ
基本的にコナミ直営の通販サイトである『コナミスタイル』専売というスタイルを取っている為、一般のCDショップ等では購入できない。ただし、15以降のbeatmania IIDXシリーズのオリジナルサウンドトラックに関しては一部を除いて一般流通での発売もされている(発売日と一部仕様が異なる)。
- beatmaniaIIDX 13 DistorteD ORIGINAL SOUNDTRACK (2006年8月11日発売)
- cyber beatnation 1st conclusion (2006年12月14日発売)
- beatmaniaIIDX 14 GOLD ORIGINAL SOUNDTRACK (2007年6月29日発売)
- dj TAKA「milestone」（2007年6月29日発売）/ 「milestone-Re Edition-」 (2009年8月21日発売)
- beatmania IIDX 15 DJ TROOPERS ORIGINAL SOUNDTRACK (2008年4月4日発売/一般販売・2008年6月4日発売)
- L.E.D.「電人K」 (2008年5月29日発売)
- DVD「beatnation summit beatmaniaIIDX premiumLIVE」 (2008年5月29日発売)
- Sota Fujimori 「SYNTHESIZED」 (2008年8月29日発売) /「SYNTHESIZED -Re Edition-」 (2009年8月21日発売)
- 上野圭市 「Rewind！」 (2008年12月18日発売)
- beatmania IIDX 16 EMPRESS ORIGINAL SOUNDTRACK (2009年4月24日発売/一般販売・2009年6月24日発売)
- Ryu☆ 「starmine」 (2009年10月15日発売)
- beatmania IIDX CS Collection～GOLD,DJ TROOPERS,EMPRESS～ - CDはCS版beatmania IIDX 16 EMPRESS特別版の限定アイテムのため非売品。楽曲はiTunesで購入可能(2009年12月15日配信)
- beatmania IIDX -SUPER BEST BOX- vol.1、vol.2 (2009年12月24日発売)
- Sota Fujimori 「SYNTHESIZED2」(2010年1月28日発売)
- beatmania IIDX 17 SIRIUS ORIGINAL SOUNDTRACK (2010年3月24日発売)
- kors k「Ways For Liberation」(2010年3月24日発売)
- cyber beatnation 2 -Hi Speed conclusion- (2011年12月7日発売)